# Máy truyền hình

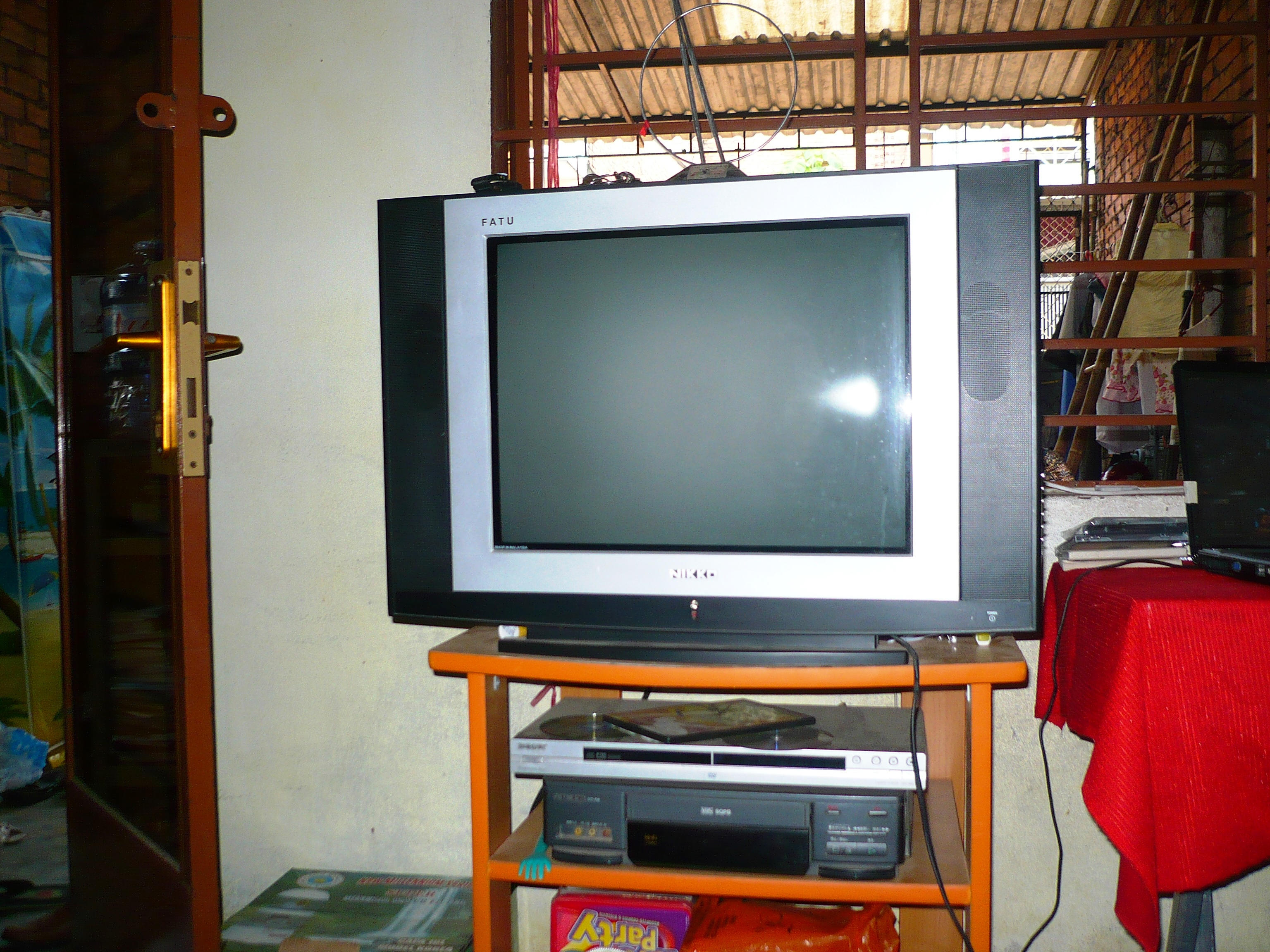
Một chiếc ti vi

Máy truyền hình, hay còn được gọi là TV (ti vi) hay máy vô tuyến truyền hình (truyền hình không dây), máy thu hình là máy có khả năng thu nhận tín hiệu sóng và tín hiệu qua đường cáp hay (qua ăng-ten) (được truyền tải qua hệ thống truyền hình) để chuyển thành hình ảnh và âm thanh (truyền thanh truyền hình). Được đưa ra thị trường đầu tiên trong hình thức rất thô sơ trên cơ sở thử nghiệm vào cuối năm 1920, sau đó được phổ biến với việc cải thiện rất nhiều về hình thức ngay sau Chiến tranh thế giới thứ hai, các máy thu truyền hình (tivi) đã trở thành phổ biến trong gia đình, các doanh nghiệp và các tổ chức, chủ yếu là một phương tiện để giải trí, quảng cáo và xem tin tức. Trong những năm 1950, truyền hình đã trở thành phương tiện chính để định hướng dư luận. Vào giữa những năm 1960, việc phát truyền hình màu và kinh doanh máy thu hình màu tăng ở Mỹ và bắt đầu ở hầu hết các nước phát triển khác.

## Từ nguyên
Từ tivi trong tiếng Việt là phiên âm từ tiếng Anh cho cách đánh vần hai chữ "TV" (thông thường tiếng Việt sẽ đánh vần là "tê vê", như VTV thường được đánh vần là "vê tê vê"). "TV" là viết tắt từ Television, là một từ ghép kết hợp từ tiếng Hy Lạp và tiếng Latinh: "Tele", tiếng Hy Lạp, có nghĩa là "xa"; trong khi từ "vision", từ tiếng Latinh visio, có nghĩa là "nhìn" hay "thấy".
Vô tuyến truyền hình là một từ Hán Việt kết hợp từ vô tuyến 無線 có nghĩa là "không dây" và truyền hình 傳 形, có nghĩa là "chuyển tải hình ảnh".

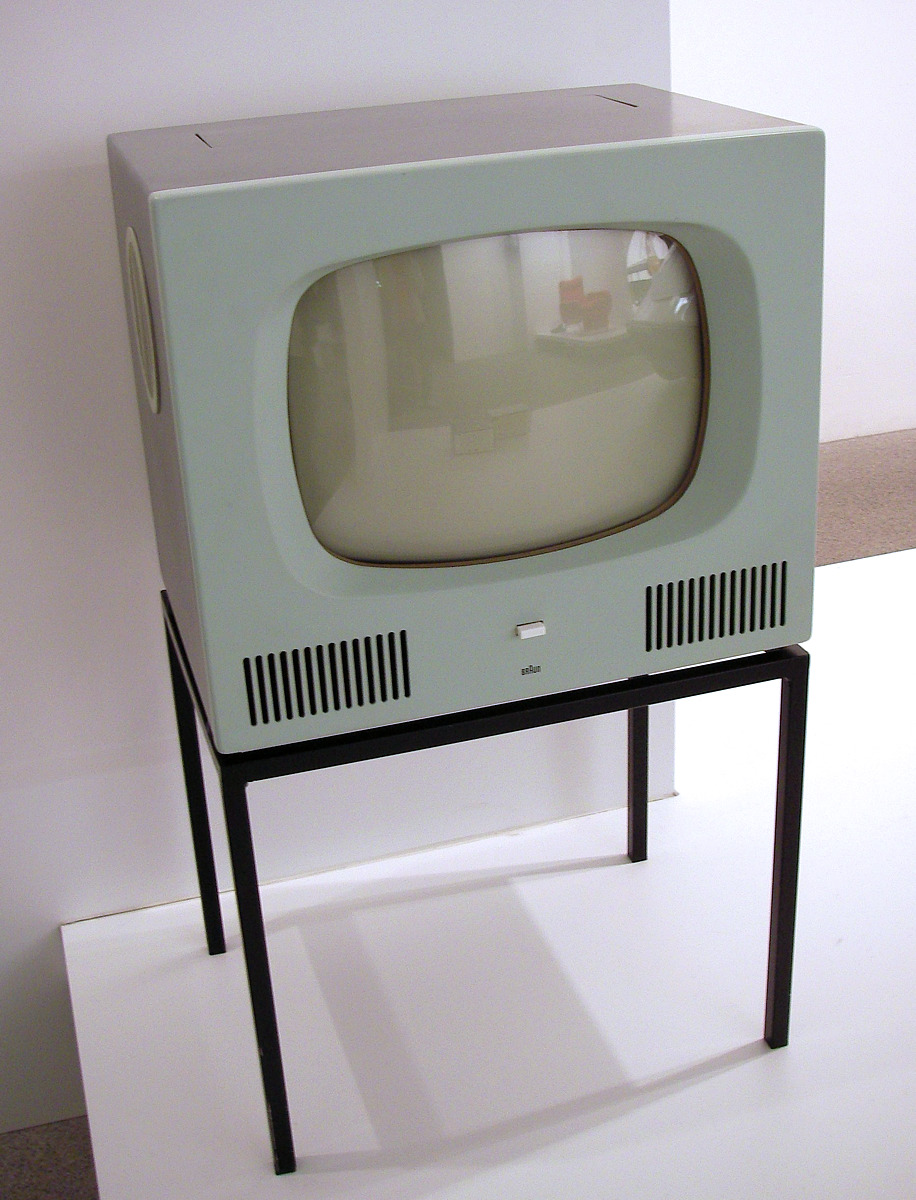
Braun HF 1, của Đức năm 1959
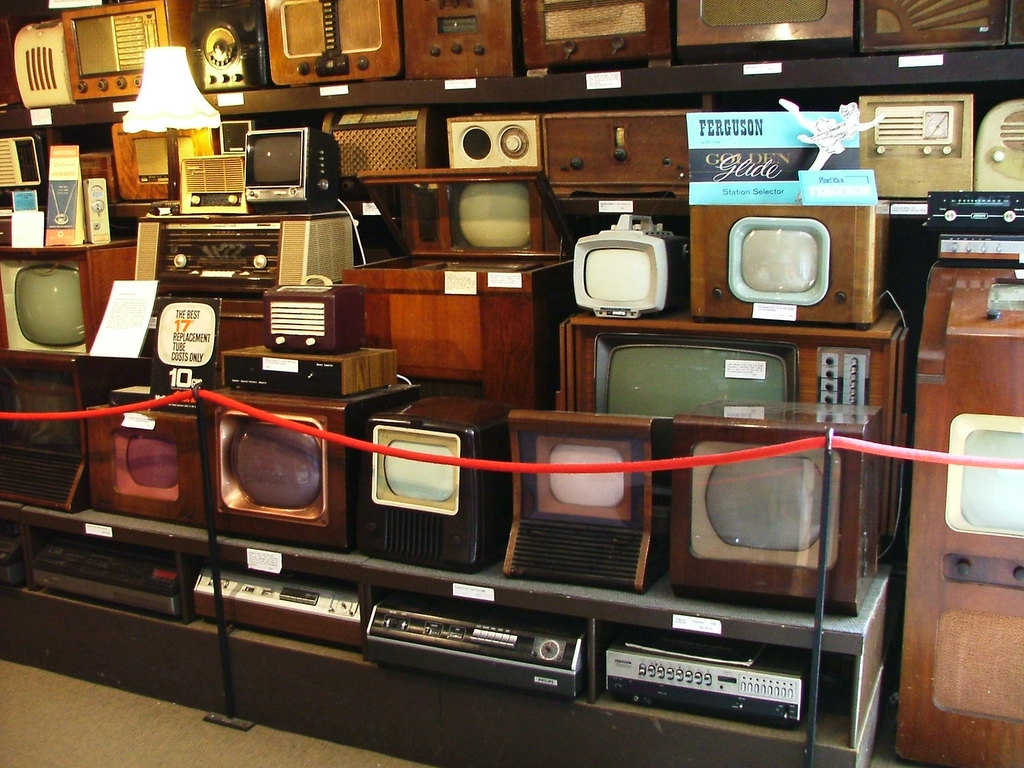
Một số loại máy truyền hình thời xưa
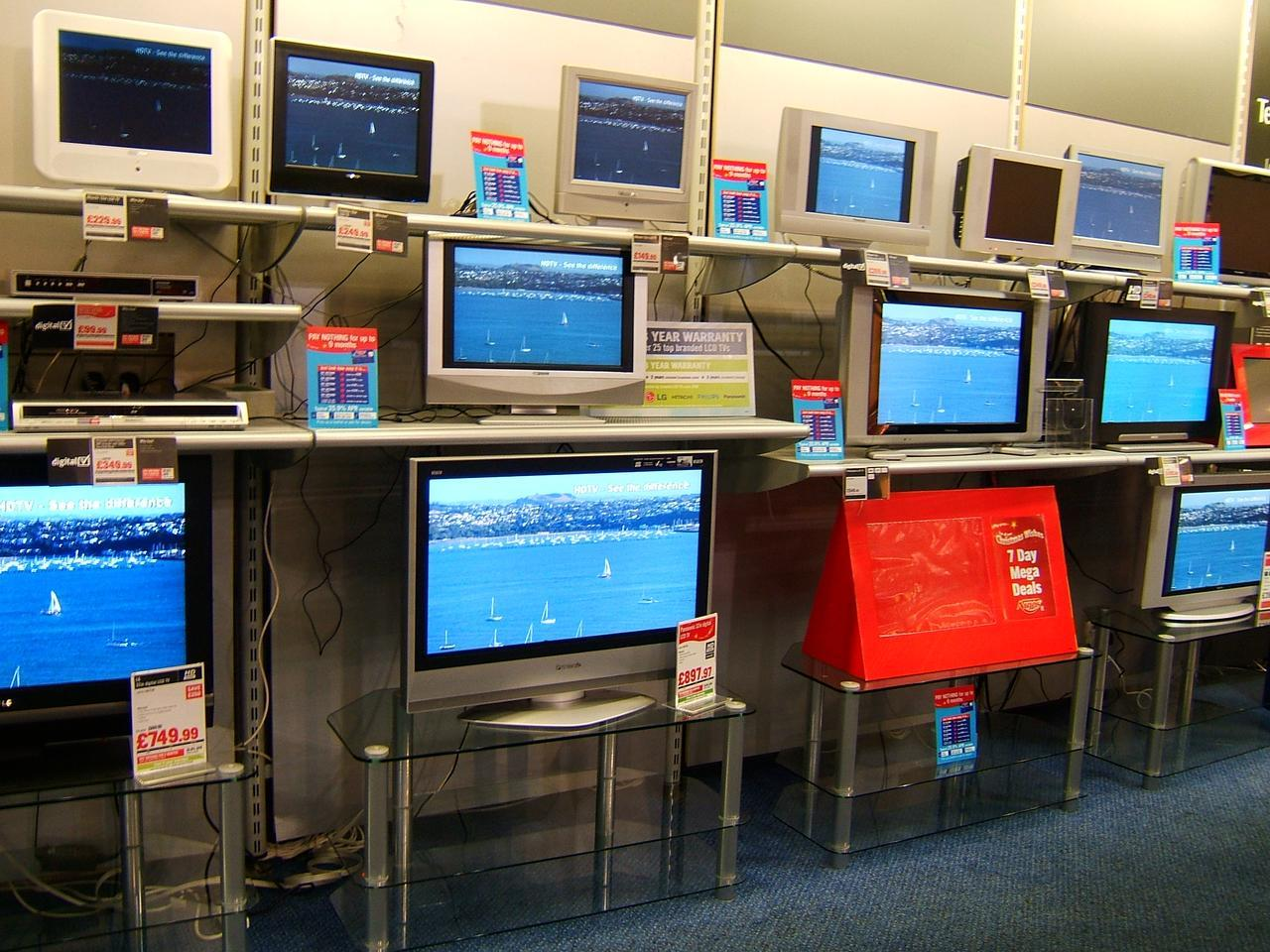
Tiệm bán một số loại máy truyền hình LCD

## Lịch sử
TV ra đời năm 1900 nhưng được công bố tại năm 1926 tại một hội chợ nhỏ ở London, Anh.